# Шикачик сизий
Шика́чик сизий (Coracina schistacea) — вид горобцеподібних птахів родини личинкоїдових (Campephagidae). Ендемік Індонезії.

## Поширення і екологія
Сиві шикачики мешкають на островах Банґґай і Сула. Вони живуть у вологих рівнинних тропічних лісах, в мангрових лісах, на полях і плнтаціях.